# Oru Leste
Oru East é uma Área de Governo Local de Imo (estado), Nigéria. Sua sede está na cidade de Omuma. O rio Njaba fornece aos residentes da área acesso a água natural.:1
As cidades proeminentes na área do conselho de Oru Leste incluem Omuma, Awo Omamma, Akuma e Amiri.

## Localização e limites
Oru Leste é delimitada pelas áreas Njaba LGA, Mbaitoli, Orlu, Oguta, Orsu e Oru Oeste Áreas do governo local. Do oeste de Amiri e ao norte de Awo Omamma, Oru Leste compartilha fronteira comum com a cidade de Awo Idemili nas vilas de Orsu, Mgbidi e Otulu, em Oru Oeste. Oru-Leste compartilha uma fronteira comum com cidades de Awo-Idemili e Amaebu em Orsu Área do governo local via Akuma no eixo do sudeste. Oru Leste comparte fronteira com as cidades de Atta e Okwudor na área do governo local de Njaba via Amiri e Awo Omamma no eixo leste.:1 Orlu compartilha fronteira com Oru Leste na vila de Obor. No oeste de Awo Omamma, ele compartilha fronteiras Oguta LGA na parte norte das comunidades de Abiaziem, Mgbele, Awa e Akabor. A LGA também compartilha uma fronteira com Mbaitoli LGA via Eziama Obiato no sul de Awo Omamma.:1
Oru Leste tem uma área de 136 km² e população estimada de 111.743 (censo de 2006). O código postal da área é 474.

## Agricultura
Oru Leste é uma área agrícola e de pesca dentro da Zona agrícola de Orlu. Algumas das culturas comerciais produzidas na área incluem inhame, mandioca, óleo de palma, tanchagem, banana, abacaxi e milho.:5

## Exploração de petróleo e gás
Assim como o vizinho é rico em petróleo Oru Oeste e Oguta LGAs, Oru Leste provou ser rico em petróleo e gás. A partir de 2010, a projeção de produção de Addax Petroleum, já em funcionamento no rio Njaba bacia sob licença de mineração de petróleo OML 124, foi colocado a cerca de 15 mil a 20 mil barris de óleo por dia a partir de Awo Omamma na área do conselho.